# 让-吕克·蒂埃博
让-吕克·蒂埃博（法語：Jean-Luc Thiébaut，1960年12月29日—），生于梅斯，法国男子手球运动员。他曾代表法国国家队参加1992年夏季奥林匹克运动会手球比赛，获得一枚铜牌。